# Bokförlaget Trasten
Bokförlaget Trasten är ett svenskt bokförlag som ger ut barnböcker. Enligt förlaget har alltför länge "den svenska utgivningen av barn- och ungdomsböcker begränsats till svensk och anglosaxisk litteratur." Trasten vill ge ut böcker från hela världen, liksom moderbolaget Tranan.

## Utgivning
Författare som givits ut på Trasten:
- Meshack Asare
- Teresa Cárdenas
- Baek Hee-Na
- Tô Hoài
- Kim Hyangkeum
- Mhlobo Jadezweni
- Vytautas V. Landsbergis
- Ingrid Mennen
- Eyoum Nganguè
- Ondjaki
- Peeter Sauter
- Rintaro Uchida
- Kazumi Yumoto